# Cunama
I Cunama (o anche Baza) sono una popolazione africana di antica origine paleosudanese, che vive oggi in Eritrea, in Sudan e in Etiopia. Rappresentano circa il 2% della popolazione totale eritrea con circa 100 000 unità, quasi tutti stanziati nell'area compresa tra i fiumi Setit e Gash in Etiopia.
I Cunama un tempo vivevano nelle regioni dell'altopiano etiopico, dal bacino dell'Anseba al fiume Dinder, insieme con un'altra popolazione, i Baria, decentrati più a nord. Attualmente i Cunama vivono di agricoltura ed allevamento.

## Nomi alternativi
I Cunama vengono chiamati Baza dagli Abissini o Sciangalla che in senso dispregiativo sta ad indicare "miserabili". Altri nomi con cui si indica popolazione sono: Baaza, Bazen, Baazen, Baazayn, Baden, Baaden, Bada, Baada, Diila.

## Lingua
Numerosi sono i dialetti usati all'interno di questa etnia eritrea ed etiopica. Il principale è il barka (o berka), che è usato come lingua franca dalla maggior parte delle tribù Cunama.
Altri dialetti sono: marda, aimara (o aaimasa, aymasa, o odasa), tika, (o tiika, lakatakura-tika), ilit (o iliit, iiliit, iilit), bitama (o bitaama), sokodasa (o sogodas, sogadas), tacazzè-setit (osetiit, setit), tigray.